# 蒙美薩的狂野西部牛仔
《蒙美薩的狂野西部牛仔》（英語：Wild West C.O.W.-Boys of Moo Mesa）是一部1992年至1993年播出的美國動畫電視連續劇，由漫畫家Ryan Brown創作。
該節目於1992年9月12日首播，共兩季，每季13集。

## 外部連結
- 互联网电影数据库（IMDb）上《蒙美薩的狂野西部牛仔》的资料（英文）